# Partito Liberale dell'Ontario
Il Partito Liberale dell'Ontario (in inglese: Ontario Liberal Party) è un partito canadese, della provincia dell'Ontario, centrista e d'ispirazione liberale.
Il partito è stato fondato nel 1857.
L'attuale leader è Dalton McGuinty, attuale premier dell'Ontario.

## Leader del Partito Liberale dell'Ontario
- George Brown1857-1867
- Archibald McKellar 1867-1868
- Edward Blake 1868-1872
- Sir Oliver Mowat 1872-1896
- Arthur S. Hardy 1896-1899
- Sir George William Ross 1899-1907
- George P. Graham 1907
- A.G. MacKay 1907-1911
- Newton Wesley Rowell 1911-1917
- William Proudfoot 1918-1919
- Hartley Dewart 1919-1921
- Wellington Hay 1922-1923
- W.E.N. Sinclair 1923-1930
- Mitchell Hepburn 1930-1942
- Gordon Daniel Conant1942-1943  (interim)
- Harry Nixon 1943-1944
- Mitchell Hepburn 1944-1945
- Farquhar Oliver 1945-1950
- Walter Thomson 1950-1954
- Farquhar Oliver 1954-1958
- John Wintermeyer 1958-1964
- Andy Thompson 1964-1967
- Robert Nixon 1967-1976
- Stuart Lyon Smith 1976-1982
- David Peterson 1982-1990
- Robert Nixon 1990-1991 (interim)
- Murray Elston 1991 (interim)
- Jim Bradley 1991-1992 (interim)
- Lyn McLeod 1992-1996
- Dalton McGuinty 1996-2013
- Kathleen Wynne attuale